# Foo Fighters
Pour les articles homonymes, voir Foo Fighters (homonymie).
Foo Fighters est un groupe américain de hard rock, formé à Seattle, Washington. Il est formé en 1994 durant la dissolution de Nirvana, à la suite de la mort de son leader Kurt Cobain. Dave Grohl, le batteur du groupe, se lance alors dans son projet, un album intitulé Foo Fighters sur lequel il enregistre tous les instruments à l'exception de quelques titres enregistrés avec l'aide de Krist Novoselic, ancien bassiste de Nirvana, et Pat Smear, ancien guitariste live de ce même groupe et membre des Germs.
Cependant, ne se voyant pas entamer une carrière solo, Dave Grohl enrôle dans Foo Fighters un guitariste, un batteur et un bassiste dont il ne reste désormais que Nate Mendel, bassiste de la formation originelle, ainsi que Pat Smear, qui fait son retour sur leur album Wasting Light, sorti en 2011 où il est guitariste rythmique. C'est Taylor Hawkins qui hérite de la batterie en 1997. L'année précédente c'était un certain Chris Shiflet qui avait rejoint le groupe en tant que deuxième guitariste prenant le rôle de guitariste principal. 
Enfin, le claviériste Rami Jaffee, qui était membre de session et de tournée depuis 2005, devient membre officiel en 2017. 
Le groupe a remporté 15 Grammy Awards dont 5 dans la catégorie « Meilleur album rock » et a vendu 12 millions d'albums pour les seuls États-Unis. Il est introduit au Rock and Roll Hall of Fame le 30 octobre 2021.  
Le 25 mars 2022, Taylor Hawkins, batteur du groupe depuis 1997, décède à l'âge de 50 ans. Sa disparition met en suspens l'activité du groupe, qui renonce à la tournée internationale qu'il avait alors entamée. Le 24 avril 2023, le groupe annonce la sortie prochaine de son 11e album, intitulé But Here We Are, rendant hommage à son batteur disparu.

## Historique

### Débuts et premier album (1994–1995)
L'histoire commence quand Dave Grohl, ex-membre de Scream, est recruté comme batteur dans un groupe peu connu à l'époque, Nirvana. Le premier disque avec Dave Grohl dans la formation, Nevermind (1991), est un véritable succès et occupe les premières places des meilleures ventes dans le monde. Durant la période Nirvana, Dave Grohl écrit de son côté plusieurs chansons, mais qui ne correspondent pas au style du groupe. De fait il n'en montre qu'une partie aux autres membres et décide d'enregistrer une démo pour lui-même sous le pseudonyme de Late. Cette démo, appelée Pocketwatch, est éditée à environ cent exemplaires que Grohl donne à ses proches, mais sans vouloir la commercialiser. À la suite du décès de Kurt Cobain le 5 avril 1994, et de la dissolution de Nirvana, Dave Grohl décide de continuer sa carrière musicale après quelques mois de silence. Il retourne en studio, accompagné de Barrett Jones, pour enregistrer d'autres chansons en plus de celles déjà écrites, mais cette fois-ci il le fait sous le nom des Foo Fighters en référence aux chasseurs fantômes, phénomènes paranormaux dont Grohl est fan. Il joue lui-même de tous les instruments présents sur le disque, mise à part une guitare d'accompagnement (jouée par son ami Greg Dulli, guitariste de Afghan Whigs). Il édite là aussi l'enregistrement en cassettes et les distribue à ses proches. Cependant, il en reçoit de bonnes critiques et une des chansons, This is a Call, commence à passer sur les ondes de Los Angeles. Grohl décide alors de finaliser ce qui n'était jusqu'alors qu'un projet, recrutant des musiciens pour former officiellement un groupe. Il en profite pour créer son propre label, Roswell Records, qui fait partie de Capitol Records.

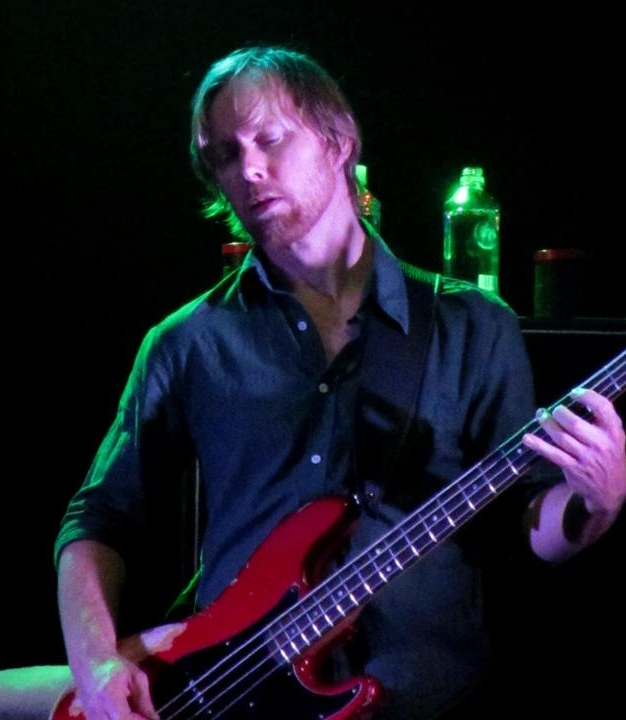
Nate Mendel (2011)

Initialement, Krist Novoselic, cocréateur et ancien membre de Nirvana, devait entrer dans le groupe. Cependant, lui et Dave Grohl, ne veulent pas faire des Foo Fighters une copie de Nirvana. Grohl invite alors, à la place Pat Smear (qui faisait les tournées avec Nirvana), Nate Mendel et William Goldsmith (tous deux ex-membres de Sunny Day Real Estate), pour jouer respectivement de la guitare, de la basse et de la batterie. Ils débutent l'enregistrement de leur premier album pendant une brève période du 17 au 23 octobre 1994. Leur premier disque, Foo Fighters est commercialisé le 4 juillet 1995, et reçoit de bonnes critiques de la part du monde de la musique et obtient un bon succès commercial puisqu'il devient disque de platine,,. Certaines chansons de l'album comme Big Me (meilleur clip vidéo de 1995 selon MTV) sont composées alors que Dave est encore membre du groupe de Seattle.

### The Colour and the Shape(1996–1997)

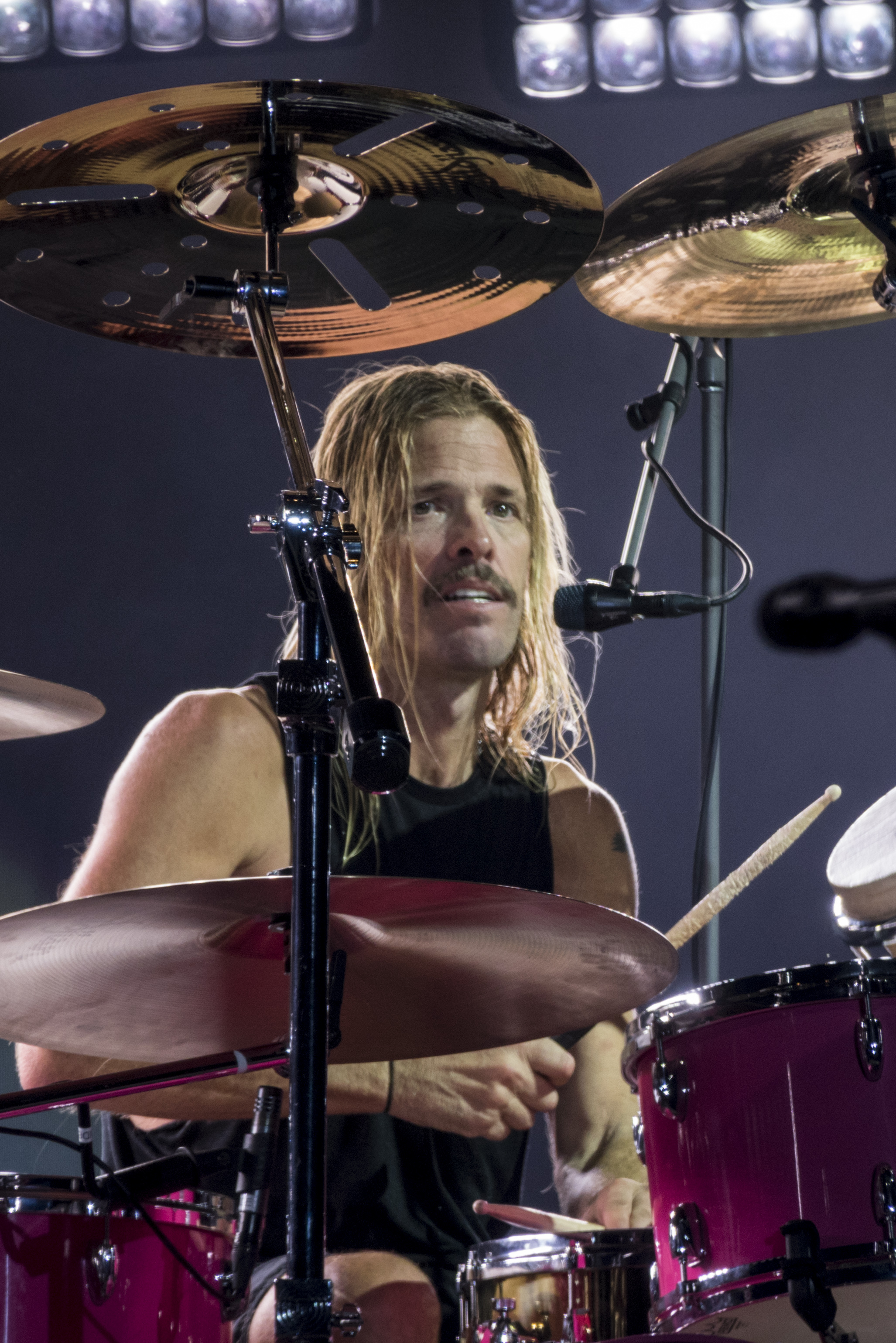
Taylor Hawkins (2017) rejoint le groupe en 1997.

Après la sortie de leur album éponyme, ils décident de le promouvoir en partant en tournée pendant plusieurs mois à travers les États-Unis et quelques villes européennes. Après presque deux ans de tournée, Pat Smear, épuisé, décide de quitter le groupe, mais pas avant d'avoir enregistré en 1997 le second album du groupe qui contient de grands succès comme Monkey Wrench, My Hero, Hey, Johnny Park! et Everlong. Cet album, intitulé The Colour and the Shape, est initialement commercialisé le 20 mai 1997 par le label RCA. Pour l'enregistrement, William Goldsmith ne joue que sur Doll et Up in Arms, ce qui provoque son départ du groupe après de nombreuses disputes. D'autres sources prétendent que ce sont les affrontements entre le producteur Gil Norton et Goldsmith qui entraînent son départ. L'album n'est pas un succès commercial, bien qu'il soit souvent considéré comme le meilleur du groupe, et qu'une partie de la presse spécialisée le cite comme l'un des meilleurs disques de rock des années 1990.
Grohl cherche un successeur à William Goldsmith, et demande à Taylor Hawkins (qui participait aux tournées d'Alanis Morissette) s'il connait quelqu'un pour le poste. À la grande surprise de Grohl, Hawkins se propose comme batteur. De même, Dave recrute Franz Stahl (ancien collègue de Grohl dans le groupe Scream) comme guitariste, mais celui-ci est exclu des Foo Fighters avant l'enregistrement du troisième album, pour « différences créatives ».

### There Is Nothing Left to Lose(1998–2001)

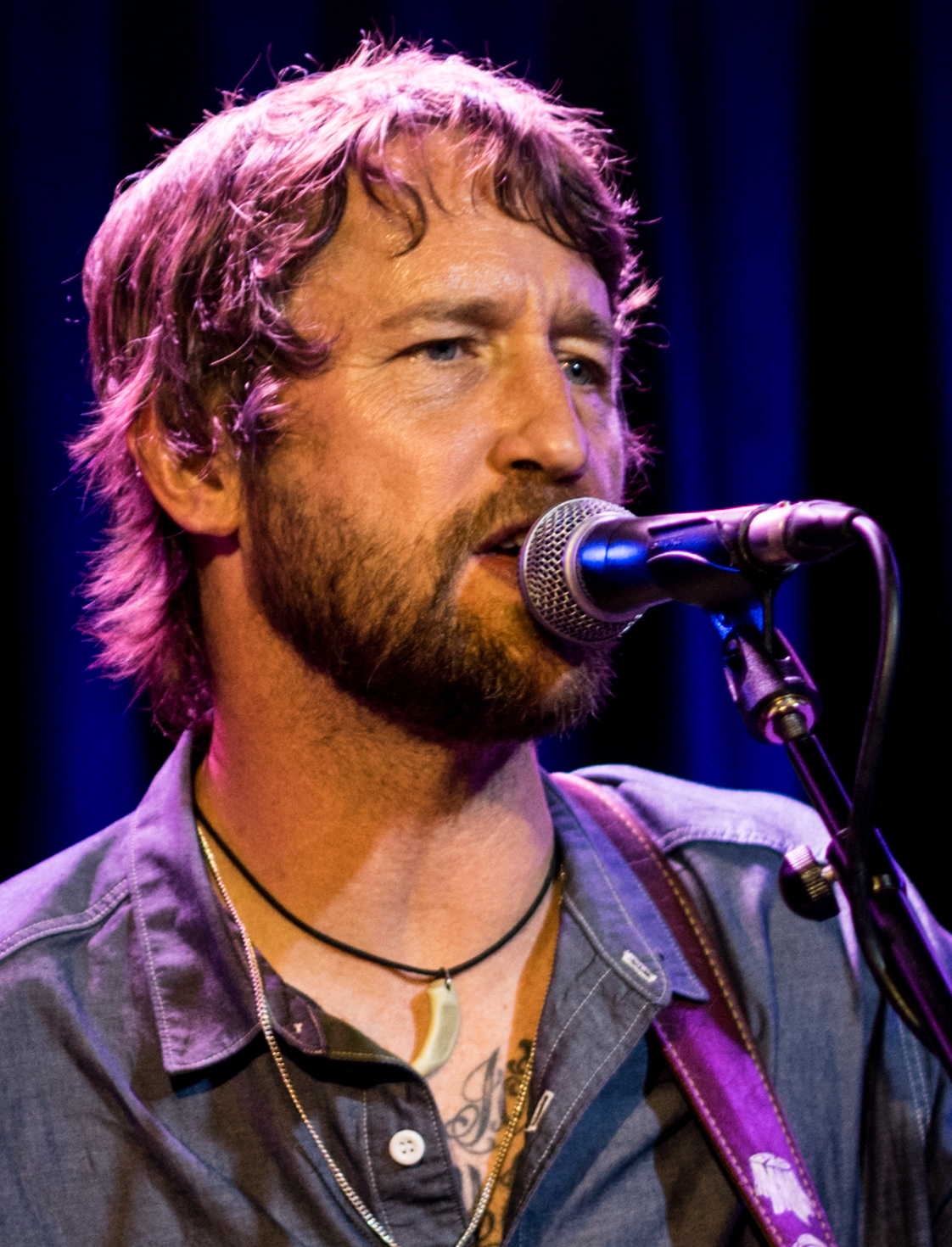
Le guitariste Chris Shiflett (2017) rejoint le groupe en 1999.

En 1999, Grohl décide de prendre un peu de repos et retourne en Virginie. Après quelques mois, il convertit le sous-sol de sa maison en studio d'enregistrement dans lequel le groupe commence à travailler sur ce qui devient par la suite leur troisième album, There Is Nothing Left to Lose. L'album est initialement commercialisé le 2 novembre 1999, et est généralement bien accueilli par les fans et la presse spécialisée,,. L'album est plus mélodique que ses prédécesseurs ; cependant des titres se détachent du reste de l'album : Breakout (qui fera partie de la bande originale du film Fous d'Irène), Next Year, Generator, Stacked Actors, et Learn to Fly qui se classe à la première place du Billboard. Jack Black et Kyle Gass du groupe Tenacious D apparaissent d'ailleurs dans le clip de Learn to Fly ,.
Après le départ de Stahl, le groupe auditionne un grand nombre de guitaristes (tout en ayant déjà terminé l'album) pour finalement intégrer Chris Shiflett, ex-membre de No Use For A Name et de Me First and the Gimme Gimmes. En 2000, Foo Fighters entrent en contact avec Queen, dont le guitariste, Brian May, collabore à la deuxième reprise du groupe d'une chanson de Pink Floyd, Have a Cigar, qui fait partie de la bande originale du film Mission impossible 2. Lorsque Queen entre au Rock and Roll Hall of Fame en mars 2001, Grohl et Hawkins sont invités pour jouer avec le groupe mythique la chanson Tie your Mother Down. Foo Fighters jouent également avec Queen à plusieurs occasions comme pour les VH1 Rock Honors, et pour leur concert à Hyde Park, à Londres.

### One by One(2001–2004)

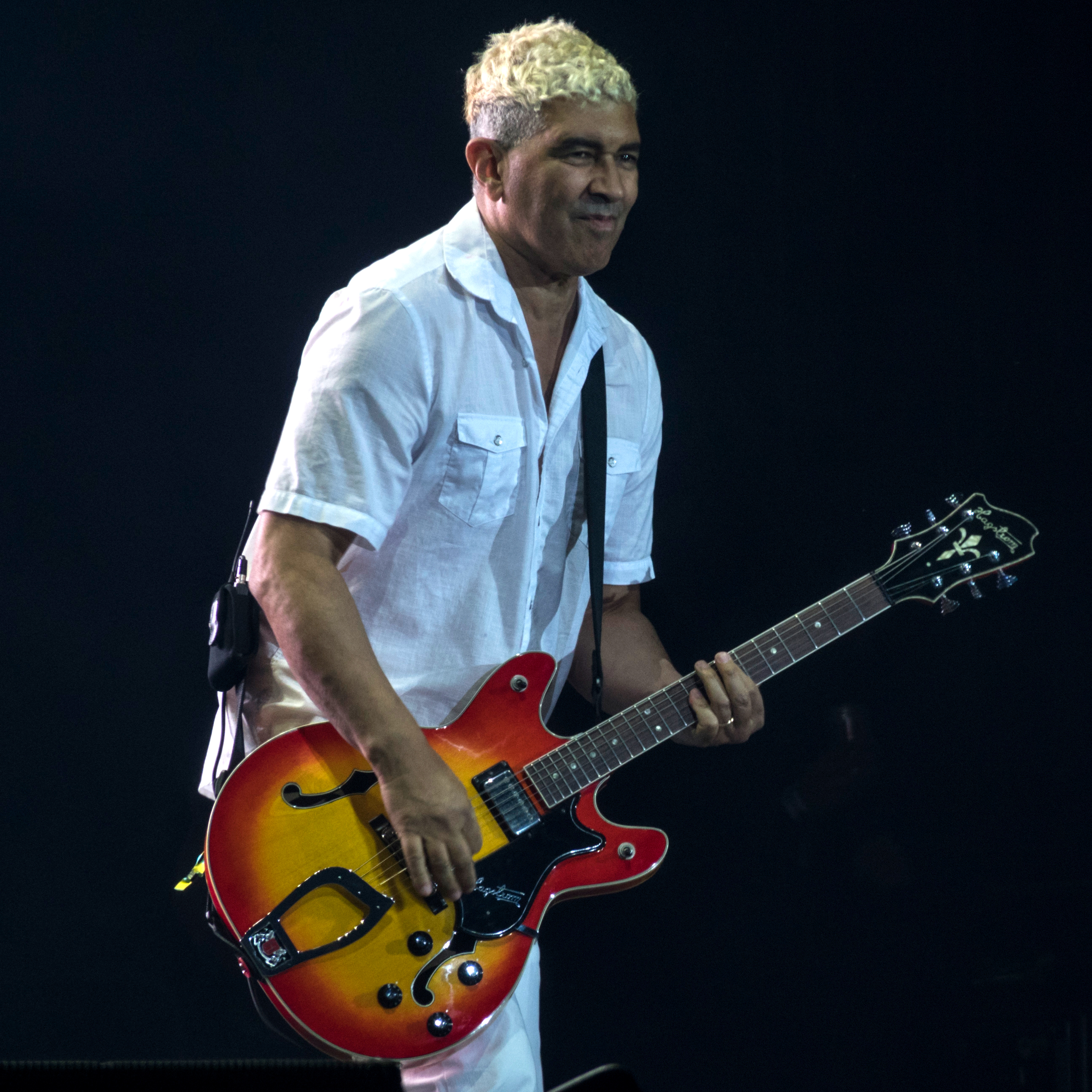
Pat Smear (2017)

Fin 2001, les Foo Fighters retournent en Virginie afin de travailler sur un nouvel album. Mais celui-ci ne satisfait pas du tout Grohl qui décide d'arrêter les sessions d'enregistrement et de faire une pause. Il en profite pour jouer de la batterie sur le disque Songs for the Deaf de Queens of the Stone Age, et part même en tournée en 2002. Shifflet travaille lui aussi sur un autre projet, un groupe de punk rock appelé Jackson (devenu Jackson United).
Étant de nouveau motivé, le groupe rejoint les studios pour réenregistrer en deux semaines seulement, du 6 au 22 mai 2002, l'album commencé avant l'intermède Queens of the Stone Age. L'album, intitulé One by One est commercialisé le 22 octobre 2002. Il comprend des chansons comme All My Life, Low, Overdrive, Comeback, Have It All et Times Like These. Le clip vidéo du titre Low est très commenté et censuré sur de nombreuses chaînes de télévision du monde, dont MTV ; on y voit Grohl et son ami Jack Black ivres et dans des postures obscènes. One by One permet au groupe de conforter sa place d'un des groupes de rock alternatif les plus importants.

### In your HonoretSkin and Bones(2005–2006)

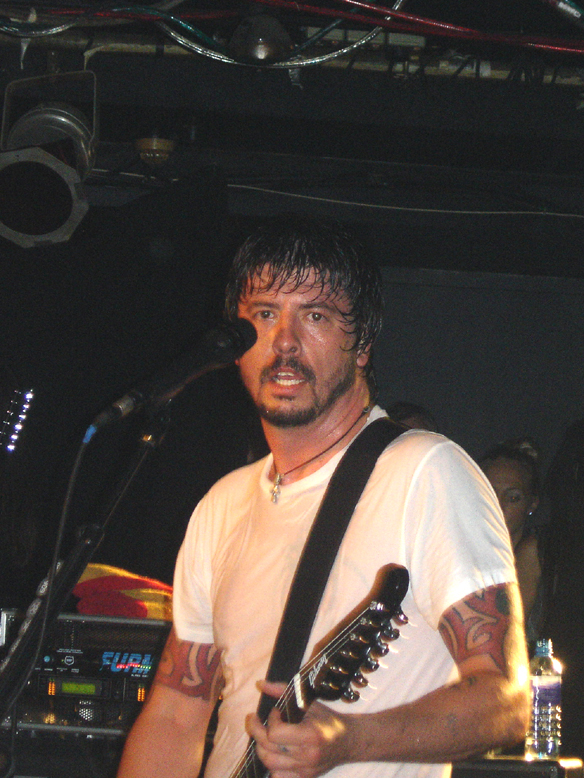
David Grohl (2006)

En 2004, le groupe décide de s'installer à Los Angeles, et d'y construire un nouveau studio que Grohl appelle Studio 606 West. Désireux de redéfinir un nouveau son pour leur prochain projet, ils décident de passer d'un extrême à l'autre en travaillant sur un double album qui serait composé d'un disque avec des chansons rock et puissantes et un autre disque avec seulement des chansons acoustiques.
Leur cinquième album, In Your Honor, sort le 14 juin 2005. Dave Grohl révèle regretter d'avoir enregistré l'album One by One trop rapidement, et que le résultat n'était pas à la hauteur de ses espérances. Grohl ajoute que « si dans 20 ans un enfant demande à ses parents : « vous connaissez Foo Fighters ? quel album vous me conseillez ? », la réponse sera sans aucun doute « In Your Honor ». » Cet album se démarque car il est double : sur le premier disque, on note une certaine influence du heavy metal, notamment dans des chansons comme Free Me, même si les autres chansons restent plutôt hard rock. On peut citer No Way Back, Best of You, End Over End ou D.O.A.. Sur le deuxième disque, on relève l'influence du rock alternatif, tout en étant en mode acoustique. On peut détacher Miracle, Over and Out, Friend of a Friend ou Virginia Moon, avec Norah Jones.
En 2006, Foo Fighters sortent Skin and Bones en CD et DVD, prestation live de leurs chansons les plus connues en acoustique. Pat Smear, ancien membre du groupe, participe à l'enregistrement. L'album est le résultat d'une petite tournée acoustique pour défendre In Your Honor, et dont a profité le groupe pour jouer certaines de leurs chansons les moins connues. Les quinze chansons sont enregistrées en août 2006 au Pantages Theatre de Los Angeles.

### Echoes, Silence, Patience & Grace(2007–2009)

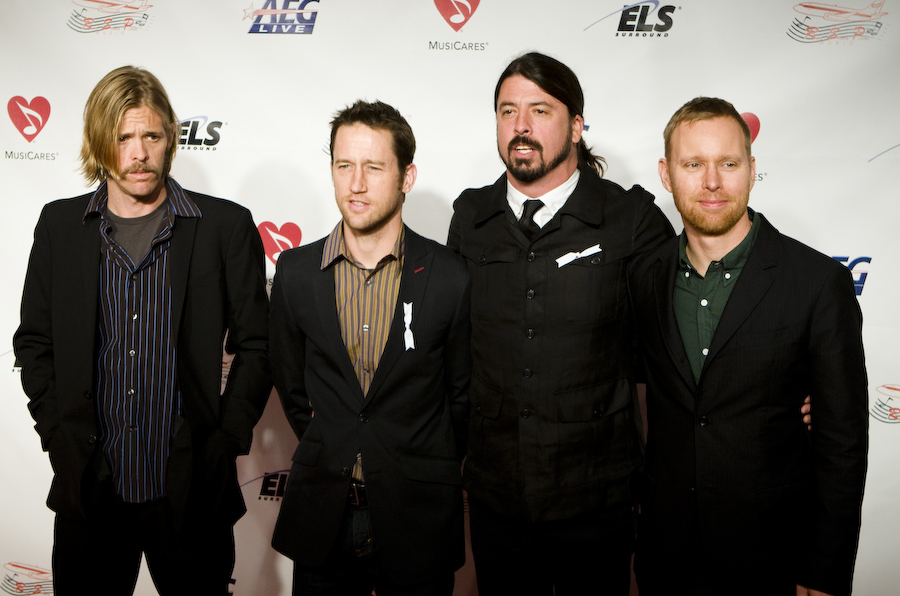
Foo Fighters (2009). De gauche à droite : Hawkins, Shiflett, Grohl, Mendel.

Malgré une tournée mondiale éprouvante pour le groupe, Foo Fighters retrouvent relativement vite le chemin des studios avec des chansons écrites avec plaisir et inspiration, imprégnées des sentiments de Grohl (tel Come Alive), devenu père de famille. Le résultat est un album d'une efficacité saisissante à défaut d'un renouveau fondamental du son du groupe. L'album s'inscrit dans la continuité mélodique de In Your Honor, mélangeant en un disque des ballades acoustiques souvent mélancoliques et montées d'adrénaline caractéristiques de la formation. Dave Grohl le considère par ailleurs comme le premier album réellement rock du groupe, le distinguant du post-grunge voire du hard rock qu'on leur associe couramment.

### Wasting Light(2010–2012)
Wasting Light est enregistré entre septembre 2010 et début janvier 2011[réf. nécessaire]. Sorti le 12 avril 2011, l’album est produit par Butch Vig également producteur de l'album Nevermind de Nirvana. Krist Novoselic, ex-bassiste de Nirvana, joue de la basse sur I Should Have Known, Bob Mould, de Hüsker Dü, chante sur Dear Rosemary. Cet album marque également le retour de Pat Smear dans la formation. Dave Grohl affirme vouloir « être un groupe de rock à nouveau » et donc enregistrer un album définitivement plus heavy, notamment avec le titre White Limo ; dans le clip éponyme, Lemmy Kilmister fait une apparition.

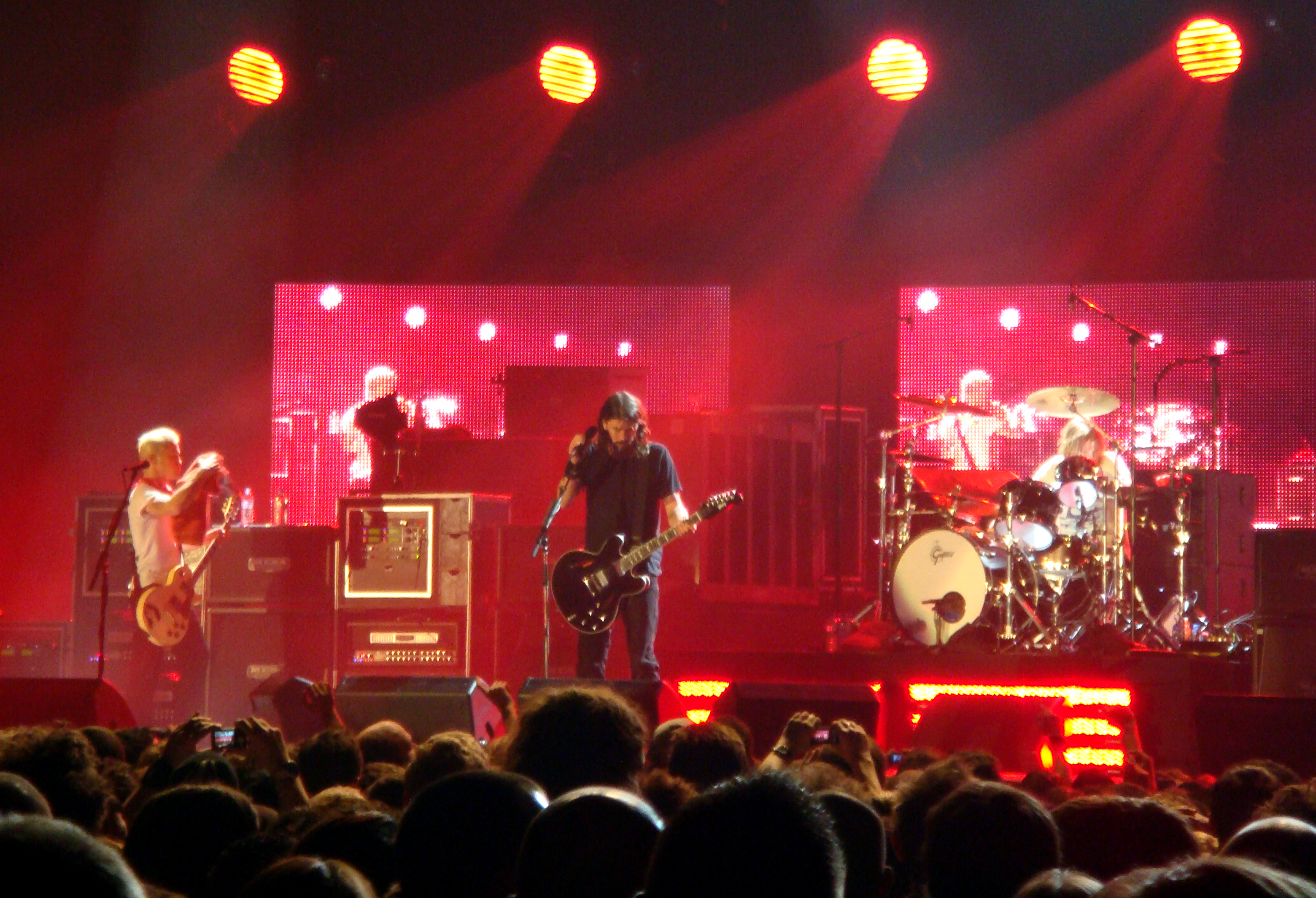
Foo Fighters (2007)

En octobre 2012, Dave Grohl annonce sur Facebook que le groupe fait une pause afin que chaque membre puisse s'occuper de ses projets personnels, et ainsi mieux se retrouver, puisque c'est de cette façon que le groupe a toujours fonctionné. Il travaille notamment depuis quelques mois sur Sound City, un documentaire autour des Studios Sound City où il enregistre Nevermind avec Nirvana, et le sixième album des Queens of the Stone Age qui voit le jour en juin 2013, où il remplace Joey Castillo à la batterie.

### Sonic Highways(2013–2015)
Fin janvier 2013, dans une interview à NME, Grohl explique qu'il sait exactement de quoi est fait l'avenir des Foo Fighters, que la musique du prochain disque est prête et qu'une fois que chacun aura fini ses projets, ils travailleront ensemble dessus. Il déclare même : « Nous avons un grand projet pour le prochain album et ça me rend vraiment enthousiaste ». Il tempère en revanche en ne donnant aucune date de sortie « pour ne pas se contraindre à une deadline ». Le groupe est par ailleurs nommé dans la catégorie « Meilleur groupe international » lors des NME Awards 2013.
En mai 2014, le groupe confirme les rumeurs d'un futur album composé de huit chansons enregistrées dans huit villes américaines différentes (Chicago, Austin, Nashville, Los Angeles, Seattle, La Nouvelle-Orléans, Washington et New York) en compagnie de légendes locales. Ainsi, le bluesman Buddy Guy représente Chicago. Un documentaire sur la réalisation du disque sera également diffusé en huit parties sur la chaîne HBO. Début août, Foo Fighters annonce Sonic Highways pour une sortie mondiale prévue en novembre la même année. Il est, comme le précédent, produit par Butch Vig et chaque morceau, en plus d'être enregistré dans une ville différente, a également un thème spécifique. L'album, sorti le 10 novembre 2014, est bien accueilli par la presse spécialisée,.

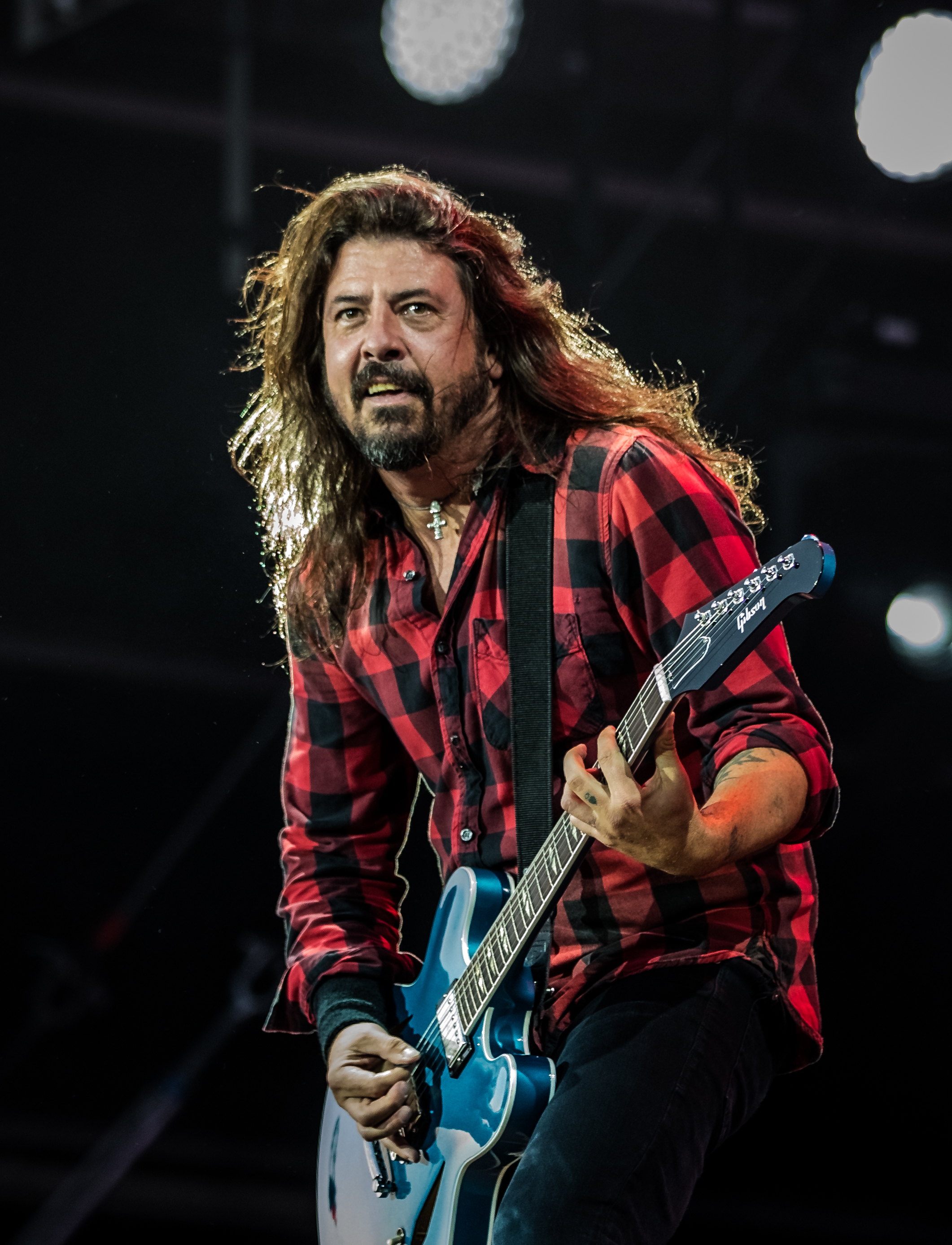
Dave Grohl (2018)
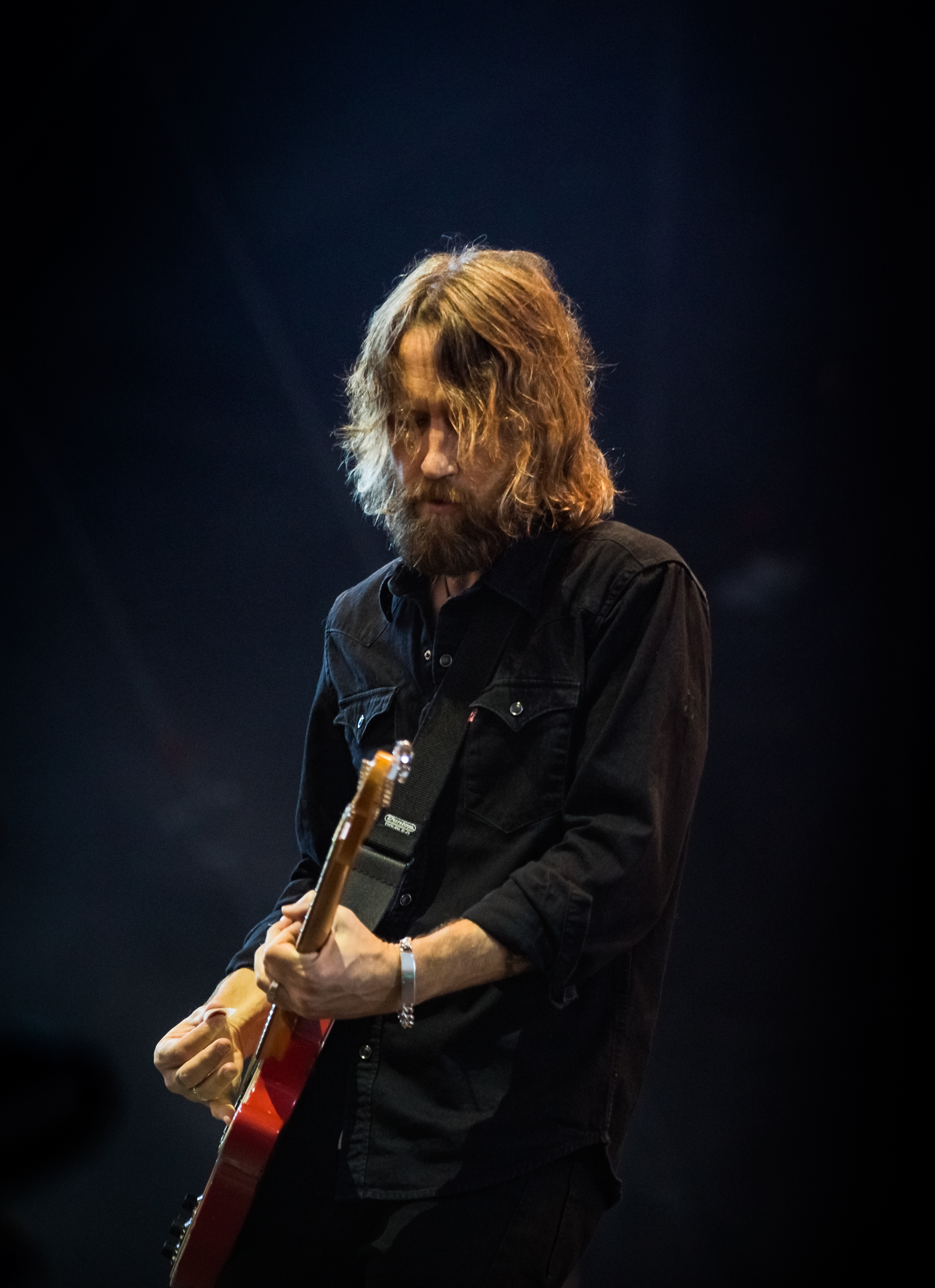
Chris Shiflett (2018)
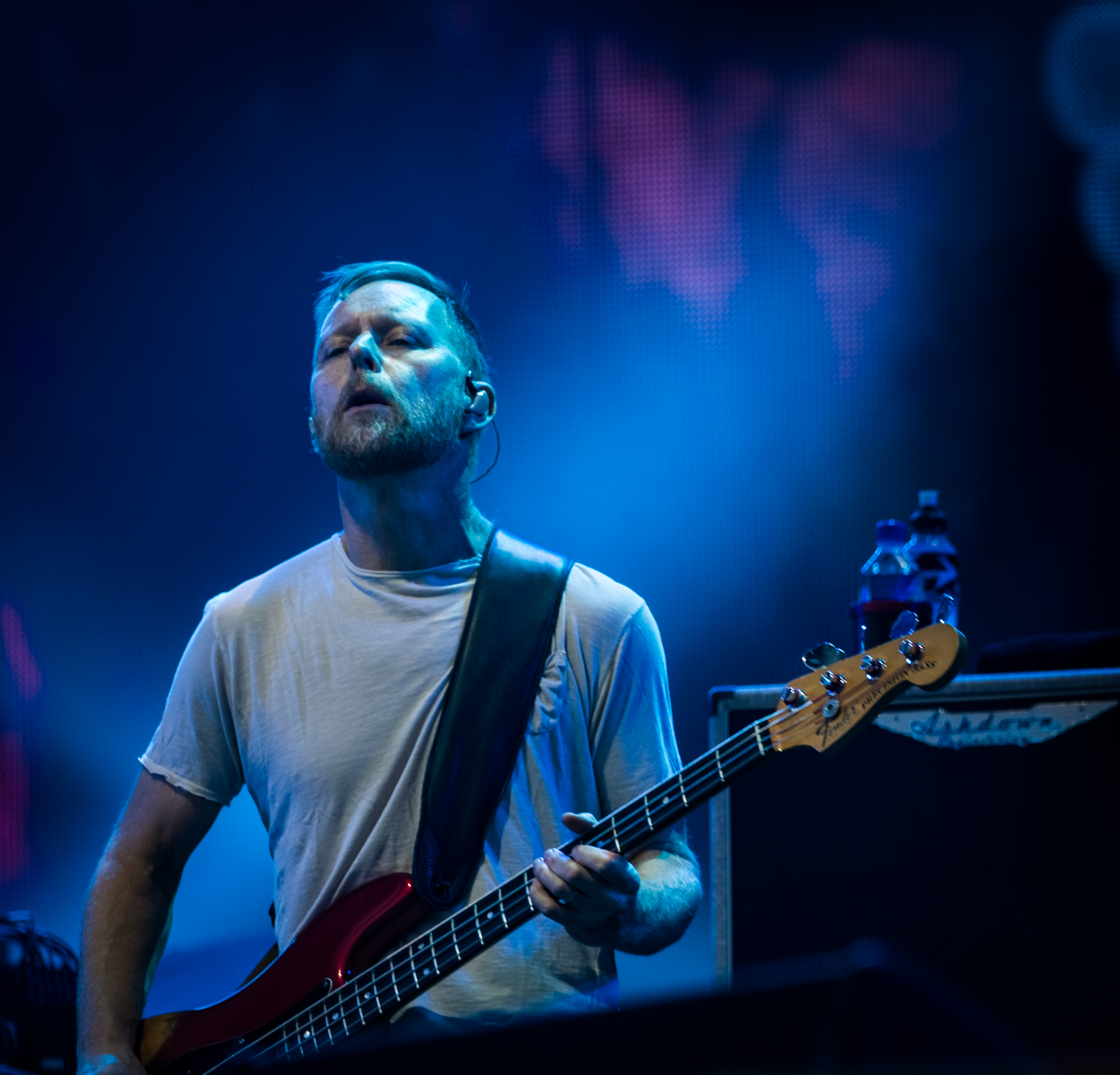
Nate Mendel (2018)
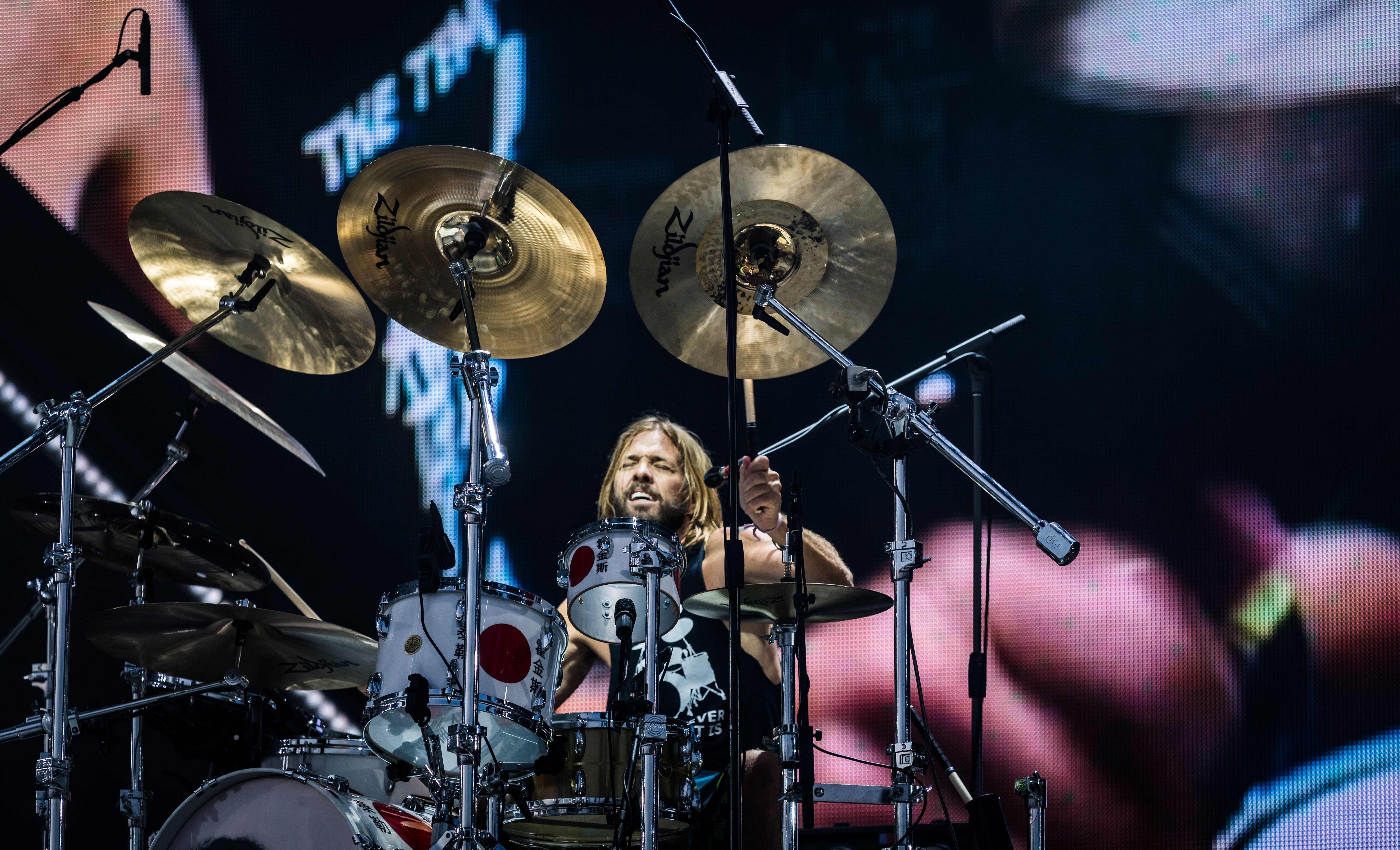
Taylor Hawkins (2018)
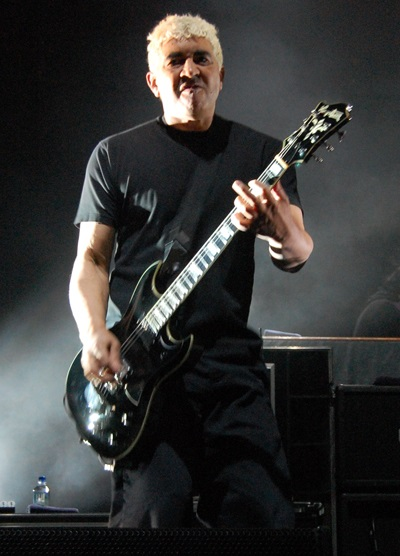
Pat Smear (2008)

À la mi-février 2015, Foo Fighters est nommé dans les catégories « Meilleur groupe international » et « Meilleur groupe sur scène » pour les NME Awards 2015, mais ne remporte que le premier trophée. La série Foo Fighters: Sonic Highways n'est pas récompensée dans sa catégorie pendant la cérémonie,. Ils obtiennent le même prix lors des Brit Awards 2015 quelques jours plus tard. Ambassadeurs du Record Store Day 2015 qui se tient le 18 avril, ils profitent de l'occasion pour sortir un maxi de quatre titres (des démos de Big Me et Alone + Easy Target, une reprise de Kids in America, de Kim Wilde et l'inédit Empty Handed) intitulé Songs from the Laundry Room.
Le 12 juin 2015, Grohl se casse la jambe en chutant lors de leur concert à Göteborg, en Suède. Il remonte sur scène une heure après et termine le concert la jambe dans le plâtre. Le groupe se retrouve néanmoins dans l'obligation d'annuler le reste de la tournée européenne, dont un concert au Glastonbury Festival et un à Wembley, le chanteur devant subir une opération et entrer en convalescence ensuite. Cela ne les empêche pas de célébrer leur vingtième anniversaire le 4 juillet pendant plus de deux heures devant 48 000 personnes au RFK Stadium de Washington. La tournée nord-américaine qui s'ensuit est rebaptisée The Broken Leg Tour, Grohl jouant avec un plâtre et assis sur un trône.
Alors qu'ils sont de nouveau en pleine tournée européenne, les attentats du 13 novembre 2015 en France obligent la formation à annuler les dates restantes de celle-ci, dont le concert prévu à l'AccorHotels Arena de Paris le 16, et à Lyon le 17. Quelques jours plus tard, à la suite d'un décompte d'un mois sur leur site web, ils publient un troisième EP le 23 novembre 2015, lors de la Sainte Cécile, la fête des musiciens. Initialement prévu pour remercier les fans du groupe, Saint Cecilia est aussi dédié aux victimes des attentats, telle « une célébration de la vie par la musique ». Grohl ajoute que les événements tragiques leur rappelle combien la vie est courte, que leur famille est ce qu'il y a de plus important pour eux et que, par conséquent, ils ont besoin de souffler auprès d'elles, laissant supposer une pause à durée indéterminée pour la formation.

### Concrete and Gold(2016–2019)

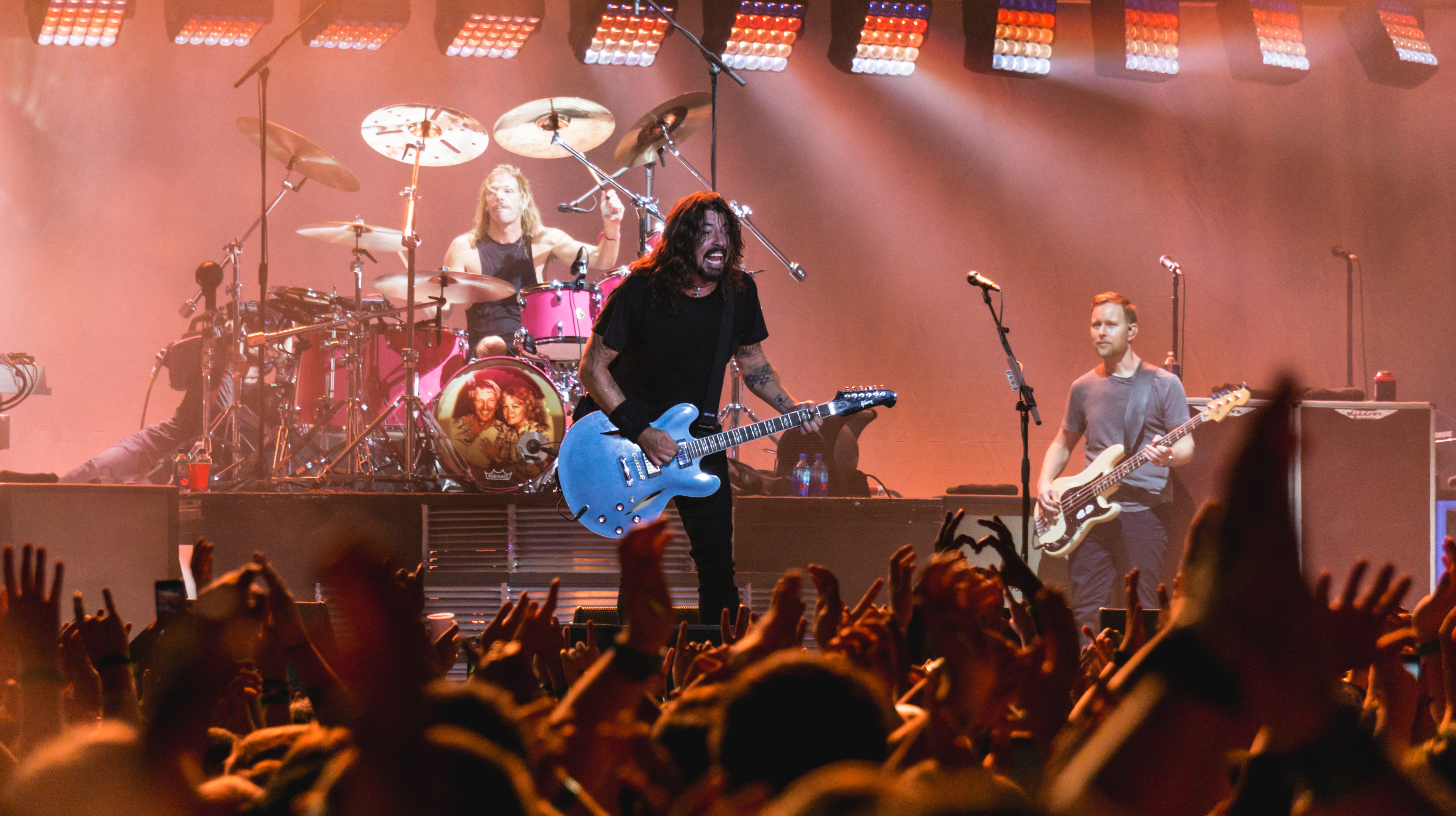
Foo Fighters (2017)

En mars 2016, le groupe publie une vidéo se moquant des rumeurs sur sa séparation et les projets solos des différents membres. Il est annoncé au début 2017 qu'ils passeraient une grande partie de l'année en studio pour enregistrer leur neuvième album studio. En plus du single Run publié début juin, ils officialisent l'arrivée de Rami Jaffee dans le groupe (il les accompagnait depuis quatorze ans) et la sortie de Concrete and Gold, produit par Greg Kurstin, pour le 15 septembre, ainsi que des concerts en Europe pendant l'été, puis une tournée d'octobre à décembre aux États-Unis. Foo Fighters organise également son premier festival le 7 octobre à San Bernardino, en Californie : le Cal JAM 17 accueillera notamment Queens of the Stone Age, Liam Gallagher, The Kills, Cage the Elephant ou encore Royal Blood.

### Medicine at Midnightet mort de Taylor Hawkins (2019-2022)

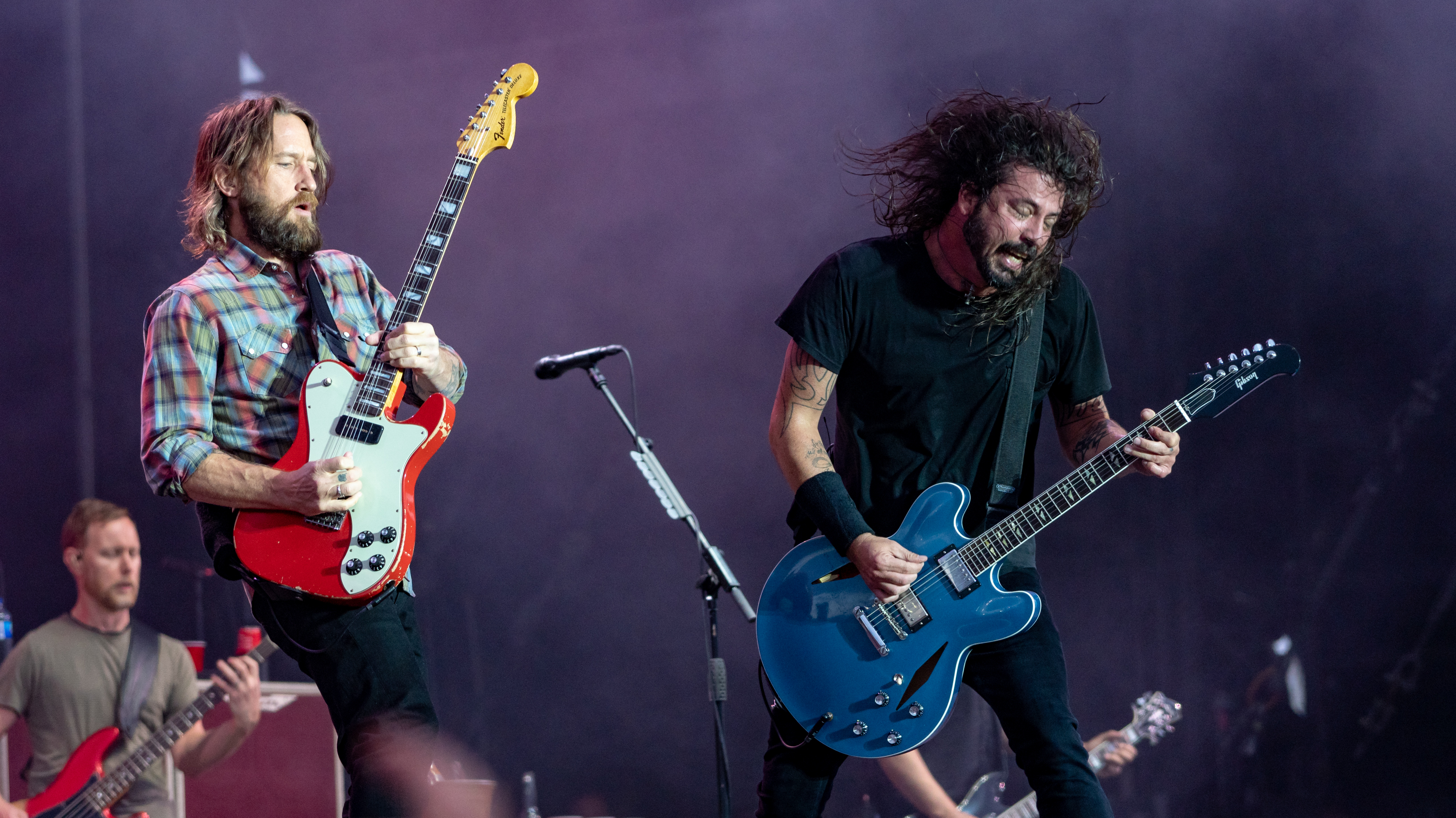
Foo Fighters (2018)

En octobre 2019, le groupe annonce qu'il enregistre son dixième album studio basé sur des démos de Dave Grohl. En novembre 2019, le groupe a commencé à sortir une série d'EP sous le nom générique de Foo Files, composé en grande partie de faces B déjà publiées et de performances live. En février 2020, Grohl déclare que le nouvel album est complet mais en mai annonce qu'il est retardé indéfiniment pour cause de pandémie COVID-19 : "We've kind of shelved it for now to figure out exactly when it's going to happen." (« Nous l'avons en quelque sorte mis de côté pour l'instant pour savoir exactement quand ça va arriver. ») 

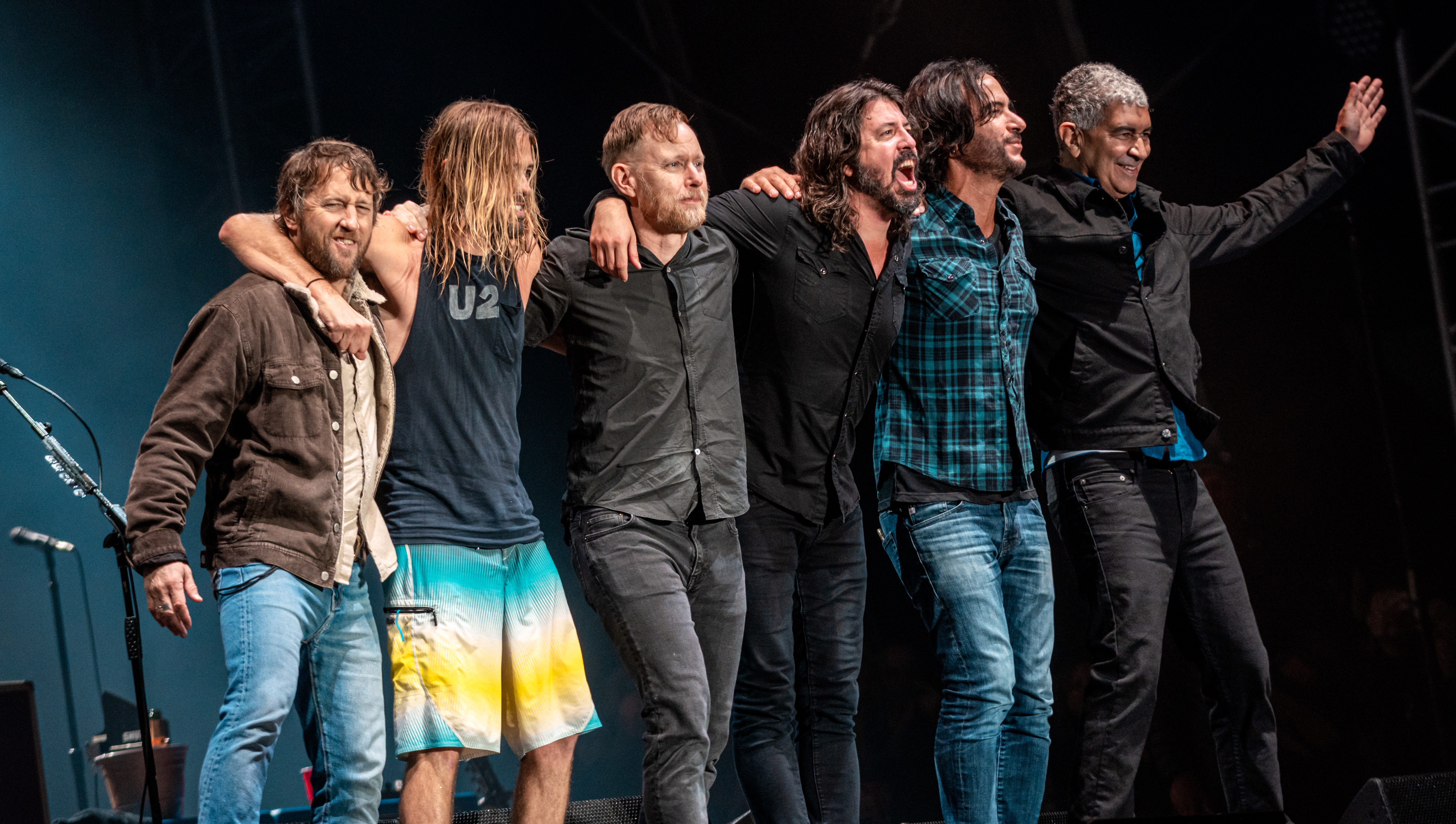
Foo Fighters (2018)

À partir de novembre 2020, la promotion de l'album s'intensifie. Son titre, Medicine at Midnight, et sa date de sortie, le 5 février 2021, sont annoncés. Le groupe a sorti trois singles avant l'album, Shame Shame, No Son of Mine et Waiting on a War. En janvier, le groupe se produit lors de l'investiture présidentielle américaine de Joe Biden.
Pour le Record Store Day, le 17 juillet 2021, le groupe sort un album de reprises de disco Hail Satin, sous le nom de Dee Gees. L'album contient 5 reprises des Bee Gees et 5 titres de Medicine at Midnight enregistrés en direct dans leur studio 606. 
Le 25 février 2022, sort la comédie d'horreur Studio 666 réalisée par BJ McDonnell sur une histoire écrite par Dave Grohl. Les Foo Fighters jouent pour la première fois dans un film de fiction. Le groupe tente d'enregistrer leur 10e album dans un manoir hanté. Grohl sort le 25 mars 2022, un EP de death metal Dream Widow inspiré par le film.

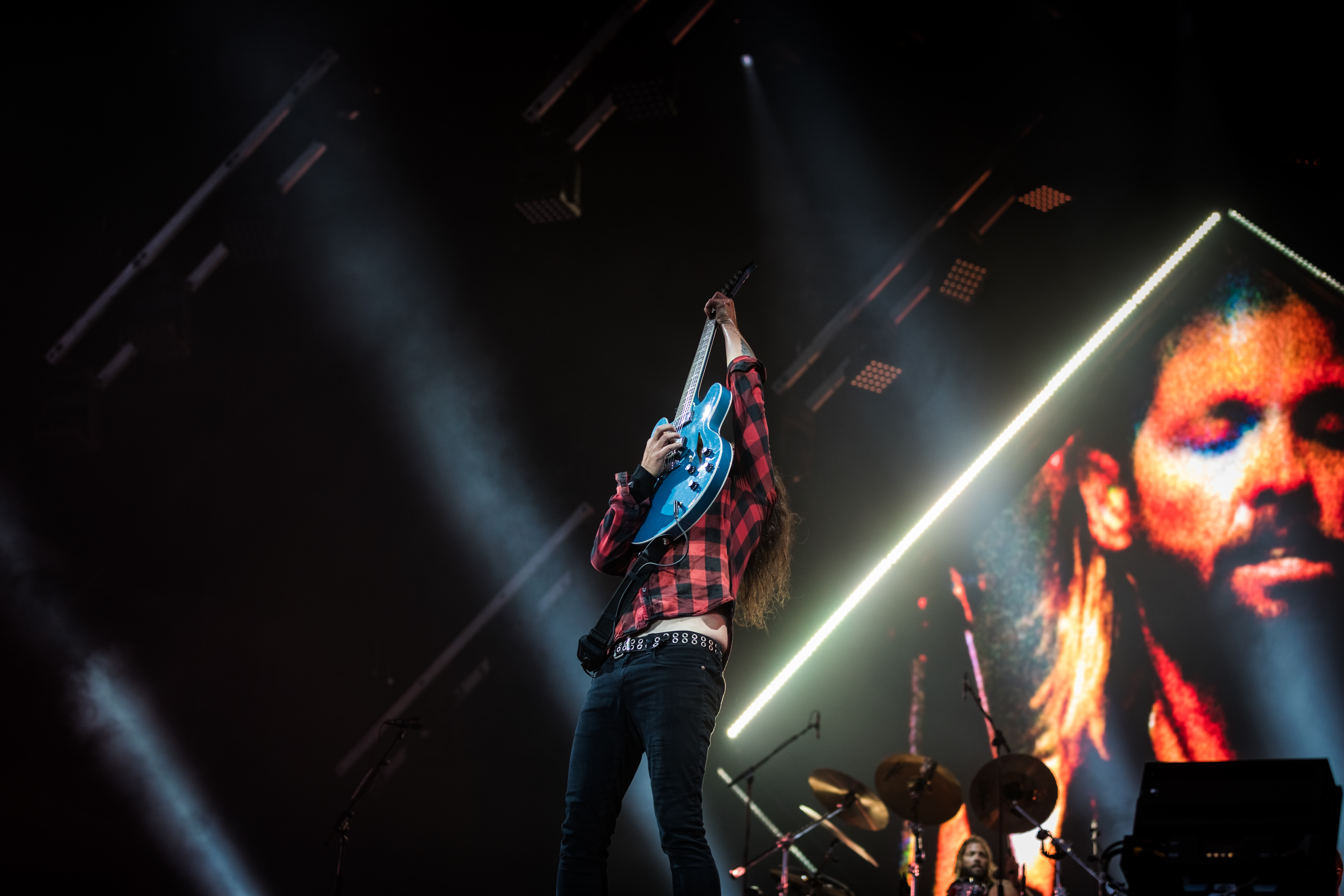
Foo Fighters (2018)

Le 25 mars 2022, Taylor Hawkins décède dans la chambre de l'hôtel Casa Medina à Bogota en Colombie peu avant un concert du groupe. Quelques jours plus tard, leur tournée mondiale est annulée. Le 3 avril 2022, les Foo Fighters reçoivent en leur absence les 3 Grammy Awards pour lesquels ils étaient nommés : meilleur album rock, meilleure prestation rock et meilleure chanson rock.
Les Foo Fighters et la famille de Taylor Hawkins organisent le Taylor Hawkins Tribute Concert : deux concerts en hommage au musicien ont lieu le 3 septembre 2022 au Stade de Wembley à Londres et le 27 septembre 2022 à The Forum d'Inglewood (Californie). De nombreux artistes sont invités : Alanis Morissette, Nile Rodgers, The Pretenders, Supergrass, Them Crooked Vultures, Josh Homme (Queens of the Stone Age), Kesha, John Paul Jones (Led Zeppelin), Liam Gallagher, Brian May et Roger Taylor (Queen), AC/DC, Rush, Mark Ronson. Outre Roger Taylor, d'autres batteurs accompagnent les musiciens : Travis Barker (Blink-182), Lars Ulrich (Metallica), Martin Chambers (The Pretenders), Matt Cameron (Soundgarden), Josh Freese (Nine Inch Nails, The Offspring). Les bénéfices sont reversés à des œuvres caritatives,.
Le 31 décembre 2022, les Foo Fighters annoncent qu'ils continuent leur carrière malgré la mort de Taylor Hawkins : « Alors que nous disons au revoir à l’année la plus difficile et la plus tragique que notre groupe ait jamais connue, nous nous rappelons à quel point nous sommes reconnaissants pour les personnes que nous aimons et chérissons le plus, et pour les êtres chers qui ne sont plus avec nous. [...] Sans Taylor, nous ne serions jamais devenus le groupe que nous étions. Et sans Taylor, nous savons que nous serons un groupe différent à l’avenir, poursuit le groupe dans son post. Nous savons aussi que vous, les fans, signifiez autant pour Taylor que lui pour vous. Et nous savons que lorsque nous vous reverrons (ce qui arrivera bientôt), son esprit sera là avec nous tous chaque soir ».

### But Here We Areet le batteur Josh Freese (depuis 2023)

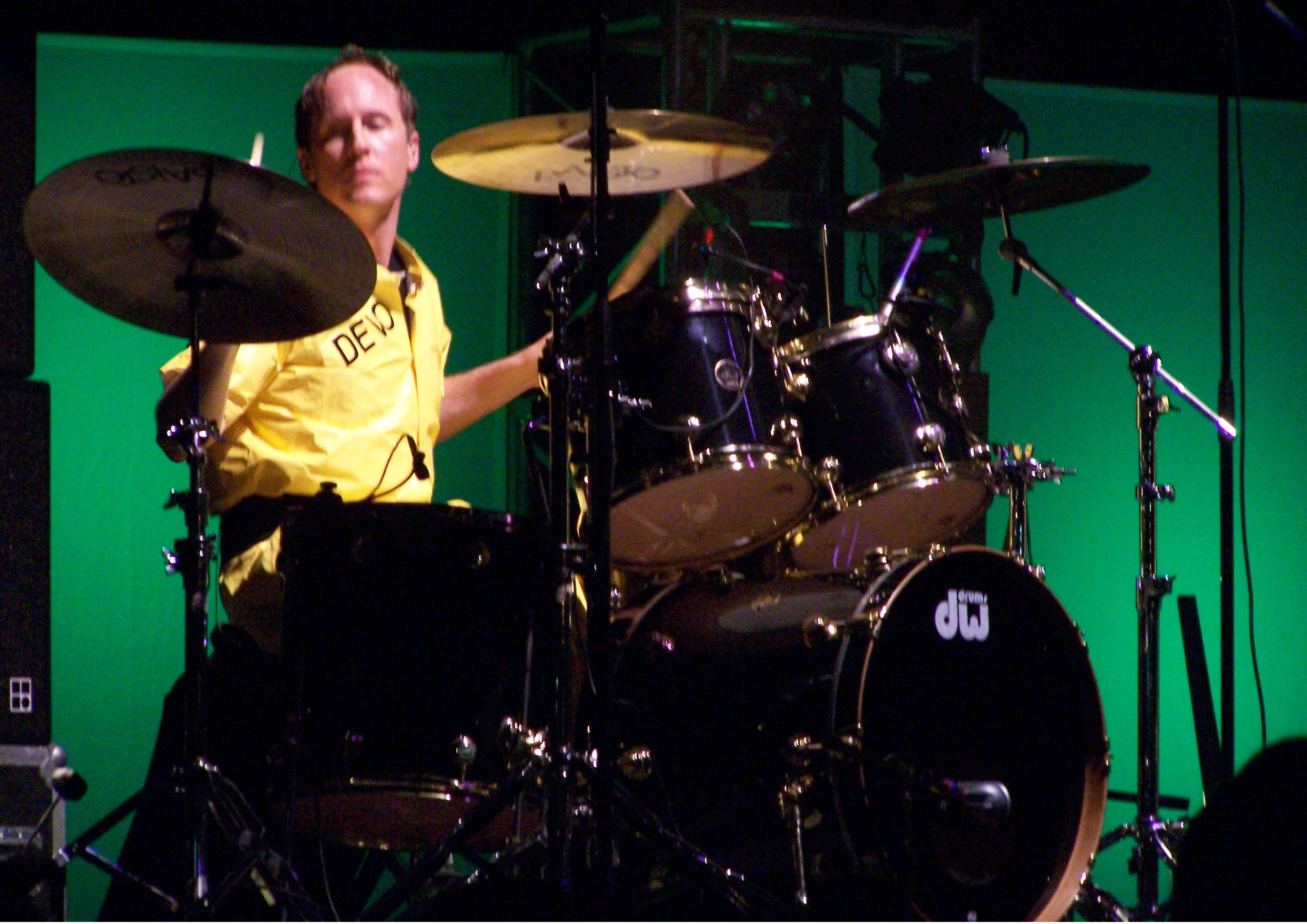
Josh Freese (2008)

La tournée internationale ayant été annulée, le groupe est retourné en studio pour enregistrer un nouvel album. En avril 2023, le titre Rescued sort, premier extrait du 11e album But Here We Are. Composé de 10 titres coproduits par Greg Kurstin, l'album sort le 2 juin et est décrit comme « une ode aux pouvoirs de guérison de la musique, de l'amitié et de la famille ». C'est Dave Grohl qui est à la batterie pour cet album. Le 21 mai 2023, lors d'un livestream, les Foo Fighters annoncent que le batteur Josh Freese (Nine Inch Nails, The Offspring) les accompagnera pendant leur tournée.

## Philanthropie
En juillet 2007, Foo Fighters jouent à Londres, au Royaume-Uni, avec d'autres artistes au Live Earth, un festival musical en faveur de la lutte contre la faim, la pauvreté et le réchauffement climatique. Ils y jouent All My Life, My Hero, Times Like These, Best of You et Everlong. Ce concert est considéré comme l'un des meilleurs du groupe, et Taylor Hawkins parle même de « moment clé » dans la carrière du groupe. 70 000 personnes assistent au concert qui reçoit de très bonnes critiques[réf. nécessaire].
Mis à part Foo Fighters, les autres artistes qui ont joué lors du concert : Madonna, Red Hot Chili Peppers, The Black Eyed Peas, Beastie Boys, Metallica, John Legend, David Gray, Snow Patrol, Terra Naomi, SOS Allstars (en), Razorlight, Paolo Nutini, M People, Keane, Kasabian, James Blunt, Geri Halliwell, Genesis, Duran Duran, Damien Rice, Corinne Bailey Lee, Chris Rock, Bloc Party et The Pussycat Dolls.
Le 23 novembre 2015, dix jours après le drame du Bataclan où se produisait leurs amis des Eagles of Death Metal, les Foo Fighters sortent l'EP Saint-Cecilia en hommage aux victimes des attentats du 13 novembre 2015 à Paris. En plus d'offrir le « mini-album » en téléchargement gratuit, Dave Grohl appelle le public à faire des dons pour soutenir les victimes.

## Controverses
En 2000, le groupe soutient publiquement Alive and Well, une organisation américaine qui ne croit pas que le VIH soit la cause du SIDA, remet en question la validité des contrôles pour détecter le virus et nie l'utilisation de médicaments pour freiner la maladie. C'est le bassiste Nate Mendel qui recommande aux autres membres du groupe le livre de Christine Maggiore, fondatrice de l'organisation. Cette même année, Mendel organise un concert pour soutenir l'organisation, et le groupe participe également à un documentaire pour Alive and Well, The Other Side of AIDS.
Le groupe s'est toujours maintenu éloigné de la politique, mais en 2004, Grohl décide d'appuyer la candidature de John Kerry à la présidence des États-Unis. Le groupe se joint à Grohl et réalise des concerts pour la campagne présidentielle,. L'adversaire de Kerry, George W. Bush, utilise deux chansons des Foo Fighters (Times like These et My Hero) pour sa campagne, et déclare être fan du groupe, ce que n'apprécie pas Dave Grohl. C'est cet évènement qui inspire le titre de l'album suivant, In Your Honor[réf. nécessaire].
En mars 2016, le groupe annonce qu'il se sépare de Dave mais dément cette scission, avouant que c'est un gag qu'ils ont monté à la suite d'une rumeur sans fondement.

## Membres

### Membres actuels
- Dave Grohl : chant, guitare (depuis 1994), basse (1994-1995), batterie, percussions (1994-1995 2022-2023)
- Nate Mendel : basse (depuis 1995), chœurs (depuis 2023)
- Pat Smear : guitare rythmique, chœurs (1995-1997, depuis 2010 ; membre de session entre 2005 et 2010)
- Chris Shiflett : guitare lead, chœurs (depuis 1999)
- Rami Jaffee : claviers (depuis 2017, membre de session entre 2005 et 2017)
- Ilan Rubin : batterie (depuis 2025)

### Anciens membres
- William Goldsmith : batterie, percussions (1995-1997)
- Franz Stahl : guitare rythmique, chœurs (1997-1999)
- Taylor Hawkins : batterie, percussions (1997-2022), chœurs (2005-2022), décédé en 2022
- Josh Freese : batterie (2023-2025)

## Discographie

### Albums studio
- 1995 : Foo Fighters
- 1997 : The Colour and the Shape
- 1999 : There Is Nothing Left to Lose
- 2002 : One by One
- 2005 : In Your Honor
- 2007 : Echoes, Silence, Patience and Grace
- 2009 : Greatest Hits (Best Of)
- 2011 : Wasting Light
- 2014 : Sonic Highways
- 2015 : Saint Cecilia (EP)
- 2017 : Concrete and Gold
- 2021 : Medicine at Midnight
- 2023 : But Here We Are

### Album Live
- 2006 : Skin and Bones

## Filmographie
- 2011 : Back and Forth de James Moll, documentaire
- 2014 : Foo Fighters: Sonic Highways de Dave Grohl, série documentaire
- 2022 : Studio 666 de BJ McDonnell

## Distinctions

### Grammy Awards
- 2001 :
  - Meilleur album rock pour There Is Nothing Left to Lose
  - Meilleur clip vidéo pour Learn to Fly
- 2003 : Meilleure prestation hard rock pour All My Life
- 2004 : Meilleur album rock pour One by One
- 2008 : 
  - Meilleur album rock pour Echoes, Silence, Patience & Grace
  - Meilleure prestation hard rock pour The Pretender
- 2012 :
  - Meilleur album rock pour Wasting Light
  - Meilleure prestation rock pour Walk
  - Meilleure chanson rock pour Walk
  - Meilleure hard rock/metal performence pour White Limo
  - Meilleur documentaire pour Back and Forth
- 2018 : Meilleure chanson rock pour Run
- 2022 :
  - Meilleur album rock pour Medicine at Midnight
  - Meilleure prestation rock pour Making a Fire
  - Meilleure chanson rock pour Waiting on a War